# Un poco de tu amor
Un poco de tu amor è un singolo del gruppo musicale messicano RBD, pubblicato nel 2005 ed estratto dall'album Rebelde.

## Tracce
- Download digitale

1. Un poco de tu amor